# Couma macrocarpa
Couma macrocarpa là một loài thực vật có hoa trong họ La bố ma. Loài này được Barb.Rodr. mô tả khoa học đầu tiên năm 1891.

## Hình ảnh

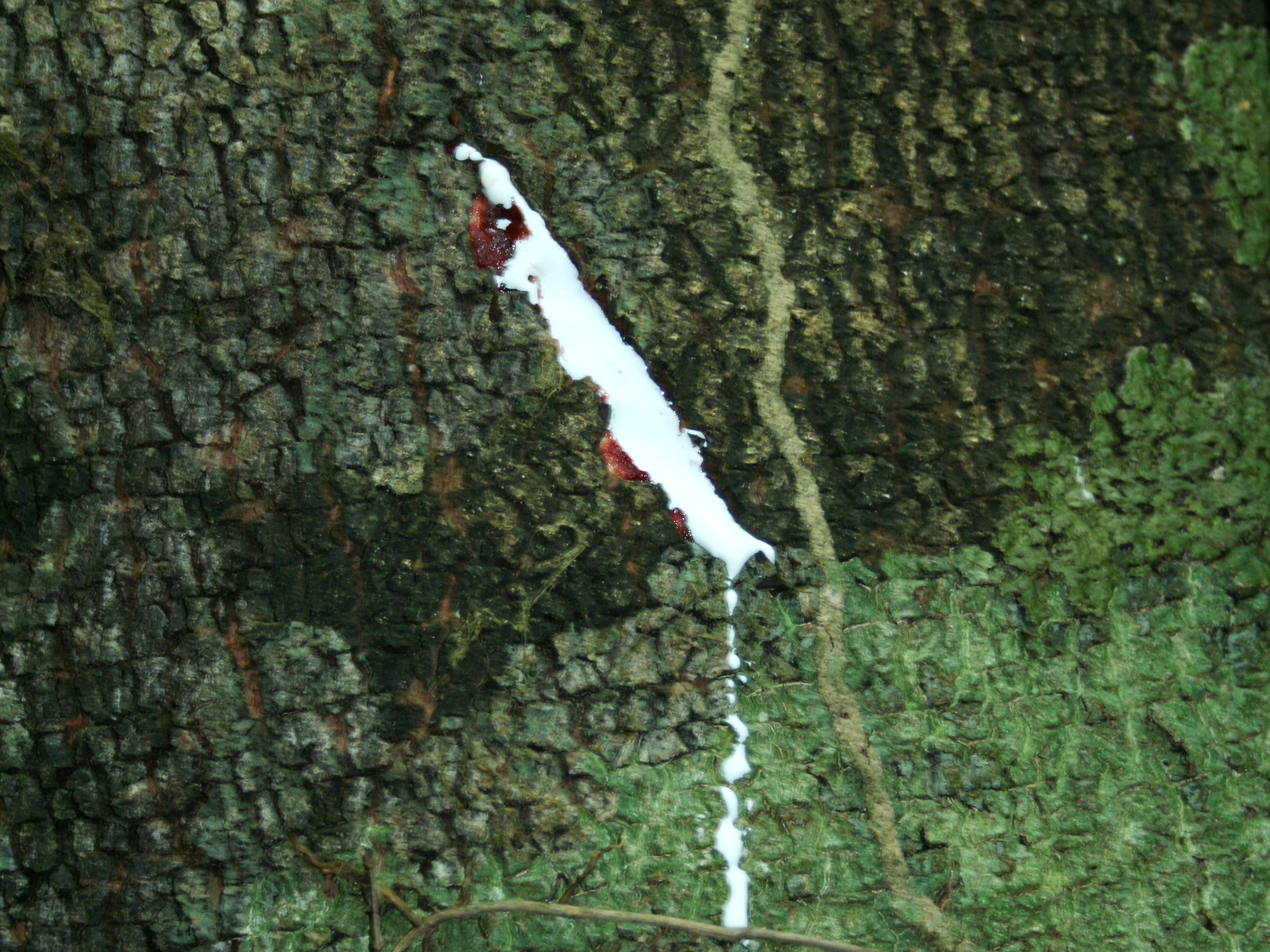